# 郭偉 (運動員)
郭伟（1981年7月31日—），吉林人，中国男子短道速滑运动员。
郭伟在2002年冬奥会上联同队友获得男子5000米接力项目的铜牌。